# Gornja Bukovica (Šavnik)
Pour les articles homonymes, voir Gornja Bukovica.
Gornja Bukovica (en serbe cyrillique : Горња Буковица) est un village du centre-ouest du Monténégro, dans la municipalité de Šavnik.

## Démographie

### Évolution historique de la population
| 1948 | 1953 | 1961 | 1971 | 1981 | 1991 | 2003 |
| ---- | ---- | ---- | ---- | ---- | ---- | ---- |
| 381  | 395  | 379  | 361  | 214  | 131  | 134  |